# Óleum

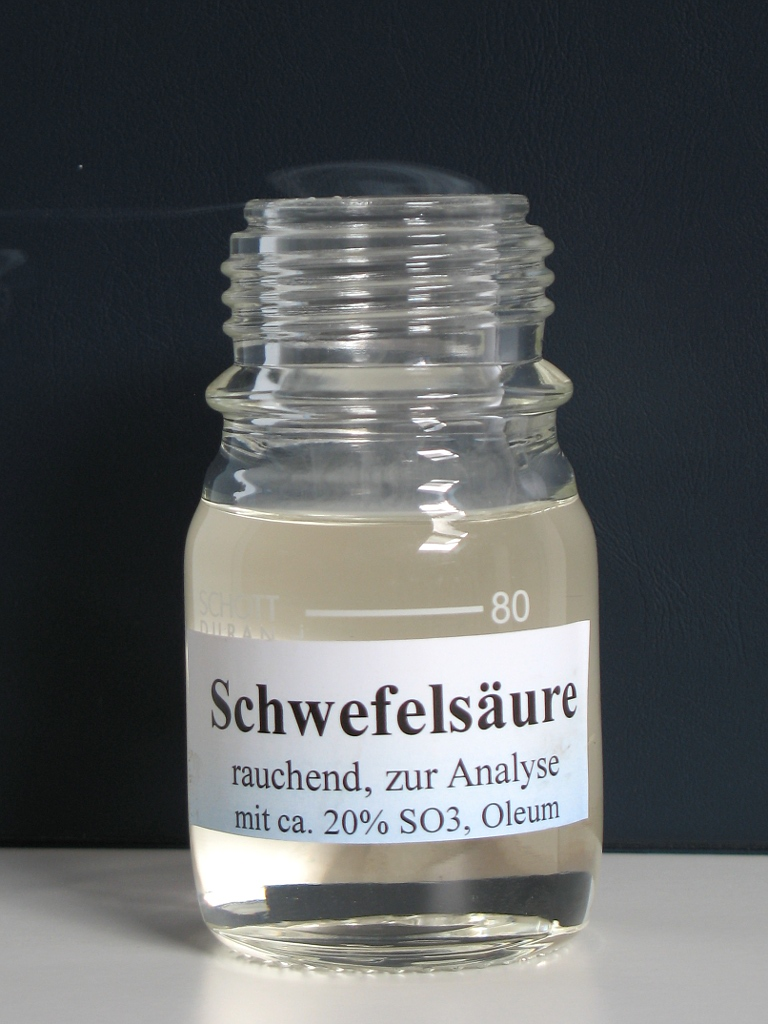
Recipiente de óleum abierto desprendiendo vapores.

El óleum (latín oleum = "aceite"), o ácido sulfúrico fumante es un ácido que contiene varias composiciones de trióxido de azufre en ácido sulfúrico, también se hace referencia algunas veces más específicamente al ácido pirosulfúrico o ácido disulfúrico. Generalmente, este ácido es anhidro y puede presentar una concentración cercana al 100% debido a sus moléculas de SO3 presentes. El término oleum se le da, debido a su consistencia aceitosa y color café oscuro.
Los óleums pueden ser descritos por la fórmula xSO3.H2O donde x es el contenido molar total de trióxido de azufre. El valor de x puede variar, para incluir a diferentes óleums. También puede ser descrito por la fórmula H2SO4.xSO3 donde x está definido por el contenido molar libre de óxido de azufre (VI). El óleum se describe generalmente por su contenido de SO3 libre en peso.
Un valor de x de 1 proporciona la fórmula empírica H2S2O7 para el ácido pirosulfúrico, también llamado ácido disulfúrico. El mismo ácido pirosulfúrico puro es un sólido a temperatura ambiente, se funde a 36 °C y rara vez se usa en el laboratorio o procesos industriales.

## Producción
El óleum se producen en el proceso de contacto. Industrialmente, la mayor producción de óleum proviene de la destilación de los sulfatos de hierro en Nordhausen, de donde deriva el nombre histórico ácido sulfúrico de Nordhausen.
El proceso de la cámara de plomo para la producción de ácido sulfúrico fue importante, porque no producía trióxido de azufre o siquiera ácido sulfúrico concentrado directamente debido a la corrosión del plomo, y la absorción de gas NO2 gas. Hasta que este proceso fue hecho obsoleto por el proceso de contacto, el óleum tenía que ser preparado a través de múltiples procesos.

## Aplicaciones

### Producción de ácido sulfúrico
El óleum es un intermediario importante en la manufactura de ácido sulfúrico, debido a su alta entalpía de hidratación. Cuando se agrega SO3 a agua, en vez de solo disolverse, tiende a formar una niebla fina de ácido sulfúrico, que es difícil de manejar. Sin embargo, cuando se agrega el SO3 a ácido sulfúrico concentrado, se disuelve rápidamente, formando óleum, que puede luego disolverse en agua para formar más ácido sulfúrico concentrado.[cita requerida]

### Como intermediario de transporte
El óleum es una forma muy útil para transportar los compuestos de ácido sulfúrico, entre las refinerías de petróleo (que producen varios compuestos de azufre como subproducto de la refinación) y los consumidores industriales.
Ciertas composiciones de óleum son sólidas a temperatura ambiente, con lo que es más seguro de transportar que el líquido. El óleum sólido puede convertirse en líquido en el punto de destino a través de calentamiento en vapor o dilución, o concentración. Esto requiere algo de cuidado para evitar sobrecalentamiento y evaporación del trióxido de azufre. Debe tomarse gran cuidado para evitar el sobrecalentamiento, pues éste puede incrementar la presión interna dentro del tanque de transporte a un valor que exceda el límite de la válvula de seguridad del tanque. (En Richmond, California en 1993 se produjo una liberación significativa debido al sobrecalentamiento, causando una liberación de trióxido de azufre que absorbió humedad de la atmósfera, creando una niebla de partículas de ácido sulfúrico de tamaño en la escala de los micrómetros, constituyendo un peligro para la salud por inhalación. Esta niebla produjo efectos adversos en la salud de los residentes y trabajadores en un área amplia.)

### Química orgánica
El óleum es un reactivo agresivo, y es altamente corrosivo. Un uso importante del óleum es como reactivo en la nitración secundaria de nitrobenceno. La primera nitración puede ocurrir con ácido nítrico, pero éste desactiva al anillo hacia una posterior sustitución electrofílica. Se necesita un reactivo más fuerte, el óleum, para introducir un segundo grupo nitro en el anillo aromático.
El óleum también puede ser usado en la preparación del trinitrotolueno, donde puede oxidar al anillo de dinitrotolueno y promover la sustitución de un tercer grupo nitro.

## Reacciones
Del mismo modo que el ácido sulfúrico concentrado, el óleum es un fuerte agente deshidratante, que si se espolvorea sobre glucosa, o sobre casi cualquier otro azúcar, abstraerá hidrógeno y grupos hidroxilo de la glucosa en una reacción exotérmica, dejando carbón prácticamente puro como un sólido. Este carbón se expande al exterior, endureciendo como una sustancia sólida negra con burbujas de gas en él.